# Oligosacarinas
Las oligosacarinas son hidratos de carbono complejos que provienen de la degradación de compuestos de la pared celular, como pectinas o xiloglucanos. Pueden modular el desarrollo de la planta a muy bajas concentraciones o actuar como mecanismo de defensa.
Pueden actuar antagónicamente con las auxinas en el crecimiento del tallo y el enraizamiento, ya que alteran el metabolismo normal de estas. Pueden actuar también modificando las concentraciones de calcio intracelular o despolarizando membranas.
En respuestas de defensa pueden estimular síntesis de fitoalexinas, de etileno o de proteínas relacionadas con patogénesis (PR), que son enzimas hidrolíticas que atacan la pared celular del patógeno. Estas PR pueden ser glucanasas, quitinasas o hidrolasas.
Casos muy estudiados de las oligosacarinas han sido en ataques patógenos. Durante una invasión fúngica el hongo secreta pectinasa, que degrada la pared celular de la planta produciendo fragmentos de pectina, oligosacarinas, que potenciarán las respuesta de defensa de la planta por medio de quitinasas, glucanasas o fitoalexinas.